# 中国人民抗日战争暨世界反法西斯战争胜利60周年重要纪念活动
中国人民抗日战争暨世界反法西斯战争胜利60周年重要纪念活动共有5场，由中华人民共和国国务院新闻办公室于2005年8月30日上午举行新闻发布会进行通报，于9月2日－3日在中国北京举行。为保持纪念活动的特色和群众性，不会进行阅兵式及邀外国元首参加。

## 项目安排
- 第一场是文艺晚会。定于9月2日晚7时45分在人民大会堂萬人大礼堂举行，参加人员包括中国共产党和中国政府领导人及各界代表6000人。
- 第二场是向人民英雄纪念碑敬献花篮。定于9月3日上午9时在天安门广场举行，参加人员包括中国共产党和中国政府领导人及各界代表1万人。
- 第三场是中央领导人为部分抗战老战士、爱国人士、抗日将领代表颁发纪念章。定于9月3日上午9时30分在人民大会堂湖南厅进行。
- 第四场是纪念大会。定于9月3日上午10时在人民大会堂萬人大礼堂举行。参加人员包括中国共产党和中国政府领导人及各界代表6000人。
- 第五场是招待会。定于9月3日晚6时在人民大会堂宴会厅举行。参加人员包括中国共产党和中国政府领导人及各界代表2100人。

## 参与者
此次活动邀请了郝柏村、许历农、王升等参加过抗战的台湾人士参加。颁发纪念章的仪式有10位老战士代表出席，将得到纪念章的，包括海外和国际友人一共70.5172万人。由辛旗代表中華文化發展促進會負責接待。